# Antonino Sersale

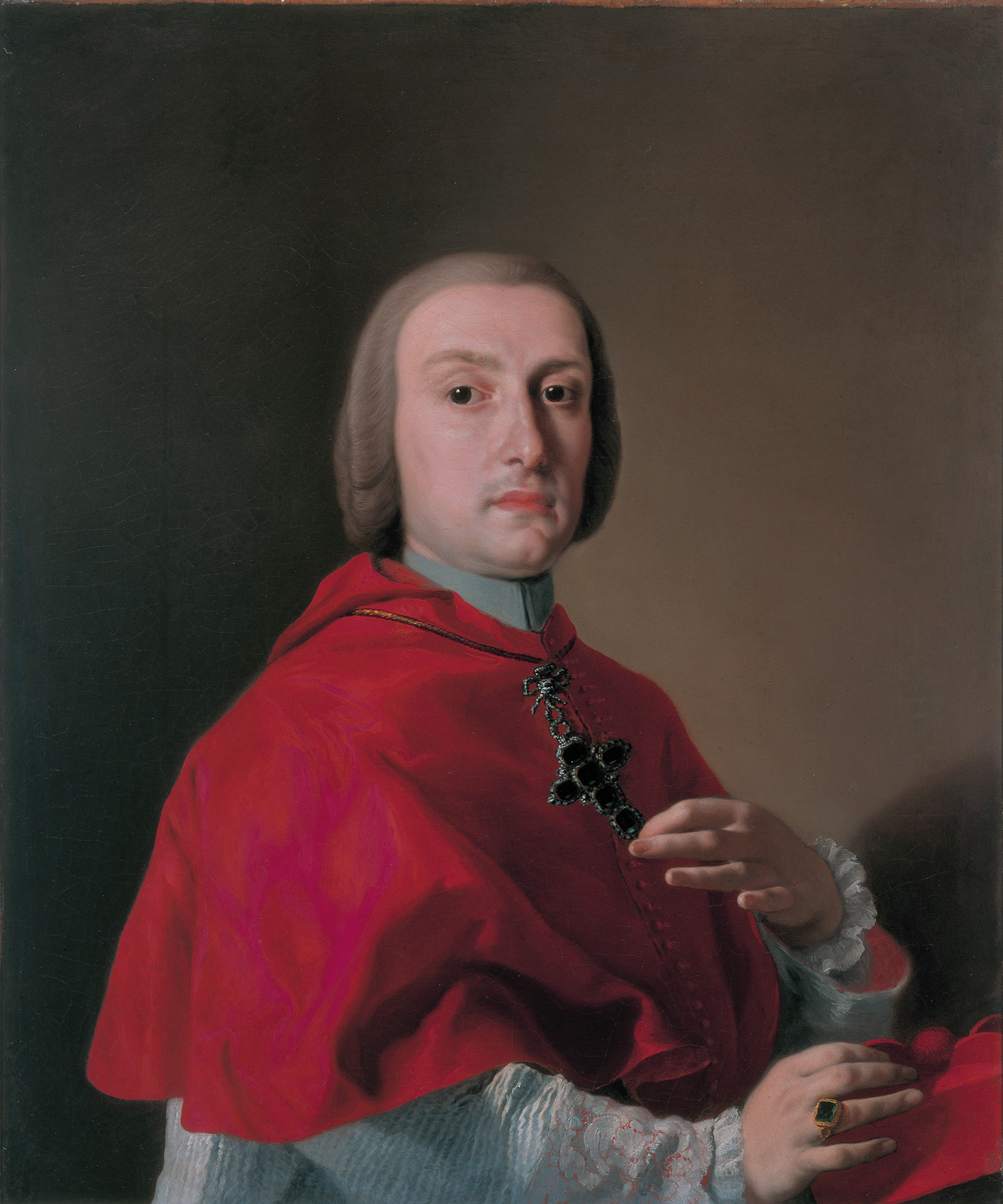
Antonino Kardinal Sersale (Gemälde von Francesco de Mura, 1756)

Antonino Sersale (* 25. oder 26. Juni 1702 in Sorrent; † 24. Juni 1775 in Neapel) war ein italienischer römisch-katholischer Geistlicher, Erzbischof von Neapel und Kardinal.

## Leben

### Herkunft und frühe Jahre
Geboren als zweites von vier Kindern des Cesare Sersale, Herr von Capua, und dessen Ehefrau Maria Antonia Antinori, war Antonino Sersale ein Nachfahre einer der bedeutendsten Familien von Florenz. Sein Vorname Antonino (Diminutiv von Antonio) rührt daher, dass seine Mutter den 1523 heiliggesprochenen Erzbischof Antoninus von Florenz besonders verehrte. Sein Vorname wird auch mit Antonio angegeben. Seine erste Bildung erfuhr er durch seinen Onkel Antonio Antinori. Er trat in das Priesterseminar von Neapel ein und studierte Philosophie und Theologie. An der Universität Neapel wurde er am 2. Mai 1743 zum Doctor iuris utriusque promoviert.

### Kirchlicher Werdegang
Am 15. April 1724 wurde Antonino Sersale zum Subdiakon geweiht, am 23. September desselben Jahres empfing er die Diakonenweihe und am 26. Mai 1725 die Priesterweihe. Er schloss sich der neapolitanischen Kongregation Santa Maria Regina degli Apostoli an und widmete sich der Predigt, dem religiösen Unterricht und der Katechese in den Kirchen sowohl Neapels als auch der umliegenden Gebiete. An der Kathedrale seiner Heimatstadt Sorrent stand er als Beichtvater in hohem Ruf.
Nachdem er seine Predigttätigkeit in Neapel fortgesetzt hatte, wurde Antonino Sersale zum Kaplan der Königlichen Kapelle ernannt. Der Erzbischof von Neapel, Kardinal Giuseppe Spinelli, ernannte ihn 1741 zum Kanoniker des Kathedralkapitels. Aufgrund seines Eifers und der Gelehrtheit, die er bewiesen hatte, wurde er von der Kongregation Propaganda Fide damit beauftragt, in der Stadt und im Königreich Neapel zu evangelisieren. Dies führte er erfolgreich aus, so zählte zu seinen Predigthörern auch der spanische König Karl III. Dieser ernannte ihn am 9. September 1743 auf Vorschlag von Kardinal Spinelli zum Erzbischof von Brindisi. Die Bischofsweihe spendete ihm am 29. September 1743 in der Kirche San Giovanni delle Monache in Neapel Kardinal Giuseppe Spinelli; Mitkonsekratoren waren Giulio Capece Scondito, Bischof von Anglona-Tursi, und Bischof Carmine Cioffi. Am 16. November 1750 wurde Antonino Sersale zum Erzbischof von Tarent ernannt. Nachdem Kardinal Spinelli auf den erzbischöflichen Stuhl von Neapel verzichtet hatte, um sich in Rom niederzulassen, folgte Antonino Sersale ihm am 11. Februar 1754 nach.
Papst Benedikt XIV. nahm ihn im Konsistorium vom 22. April 1754 als Kardinalpriester in das Kardinalskollegium auf. Den roten Hut erhielt Antonino Sersale am 25. April desselben Jahres, ihm wurde am 20. Mai 1754 Santa Pudenziana als Titelkirche zuerkannt. Er nahm am Konklave 1758 teil, an dem Papst Clemens XIII. gewählt wurde. Ferner war er Teilnehmer des Konklave 1769, das Clemens XIV. als Papst erwählte. Auch am Konklave 1774–1775, aus dem Pius VI. als Papst hervorging, war er beteiligt. Nach seiner Rückkehr davon litt Antonino Sersale unter Atemschwierigkeiten und Wassersucht.
Er starb kurz vor Vollendung seines 73. Lebensjahres und wurde in der Kathedrale von Neapel beigesetzt. Sein Grabmal schuf der Bildhauer Giuseppe Sammartino.